# Pfarrkirche Klösterle

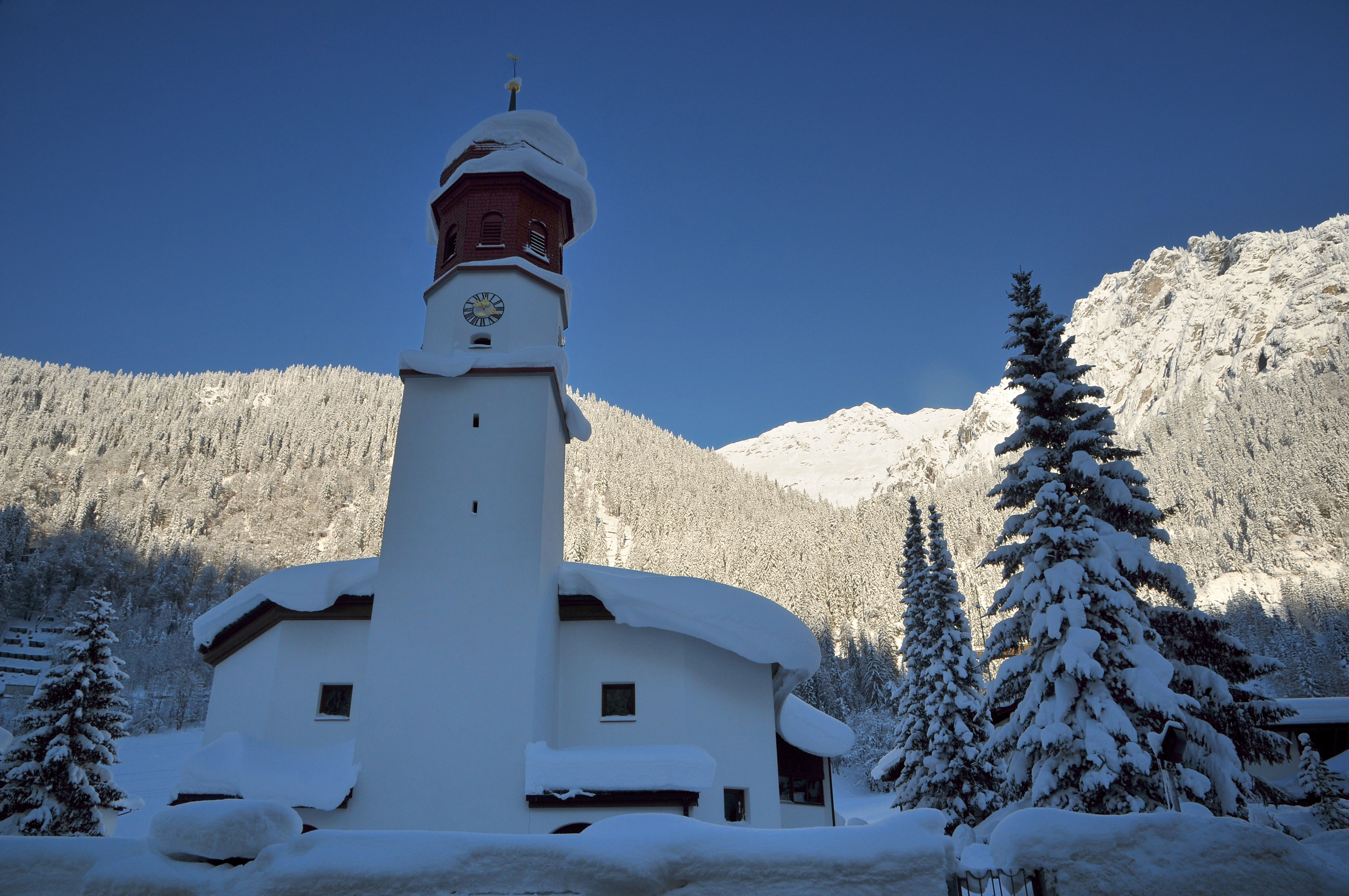
Kath. Pfarrkirche hl. Johannes der Täufer in Klösterle

Die römisch-katholische Pfarrkirche Klösterle steht in der Gemeinde Klösterle im Klostertal in Vorarlberg. Die Pfarrkirche hl. Johannes der Täufer gehört zum Dekanat Bludenz-Sonnenberg in der Diözese Feldkirch. Die Kirche steht unter Denkmalschutz.

## Geschichte
Graf Hugo I. von Montfort († 1228) stiftete 1218 ein Johanniterhaus mit einem angeschlossenen Kloster. 1332 war das Tal mit dem Kloster urkundlich kirchlich eine Filiale von Nüziders. Ab 1343 entstand der Ortsname Zum Kloster, zum Klosterlin, bis zum heutigen Klösterle. 1550 war Klösterle eine Pfarre. 1609 wurde mit dem Stadtmaurer von Feldkirch Melchior Morscher eine barocke Pfarrkirche erbaut. Das Kloster wurde im 17. Jahrhundert aufgehoben. Die Pfarrkirche wurde von 1887 bis 1892 restauriert. Von 1974 bis 1976 erfolgte mit Architekt Clemens Holzmeister ein Neubau der Kirche. Die neue Kirche wurde 1976 geweiht.

## Architektur
Im Süden blieb der barocke Turm von 1609 mit einem eingeschoßigen Unterbau und einer achteckigen Glockenstube mit Rundbogenschallöffnungen und einer Zwiebelhaube erhalten.
Der Zentralbau hat einen achteckigen Grundriss mit langen Schrägwänden unter einem flachen Satteldach. Das Kircheninnere hat eine Holzbalkendecke mit einer Fensterzone seitlich am Dachansatz. Rechts vom Eingang ist die Taufkapelle mit dem Glasgemälde Johannes der Täufer der Tiroler Glasmalereianstalt (um 1890).
An der Westseite steht ein Kriegerdenkmal mit dem Relief Sterbender Soldat nach einem Entwurf des Architekten Hans Feßler und ausgeführt von Franz Plunder (1937).

## Ausstattung
Zur Ausstattung zählen ein Volksaltar und ein Tabernakelschrein aus dem Ende des 17. Jahrhunderts mit einem Kruzifix aus dem 19. Jahrhundert. Die Marianfigur mit Kind in der Art des Erasmus Kern entstand um 1630. Ein Kruzifix stammt aus dem 17. Jahrhundert, eine Pietà aus der zweiten Hälfte des 18. Jahrhunderts. Die Kreuzwegstationen entstanden um 1775, das Gemälde Christus mit den zwölf Aposteln um 1770/1780.
In der Vorhalle steht ein ehemaliger Kreuzaltar mit einem Aufbau mit vier Säulen mit einem Volutenaufsatz mit Lambrequin und der Kartuscheninschrift „1774“. An Stelle eines ehemaligen Bildes befindet sich darauf ein Kruzifix aus dem 19. Jahrhundert mit den Figuren Maria und Johannes (um 1830): Das Oberbild zeigt Sebastian und Johann Nepomuk (1774).
Das spätbarocke Orgelgehäuse von 1766 trägt Putten und einen Posaunenengel von Josef Klemens Witwer. Das Orgelwerk bauten die Gebrüder Mayer (1910). Die Orgel wurde 1944 und 1961 renoviert. Eine Glocke stammt von ca. 1300.

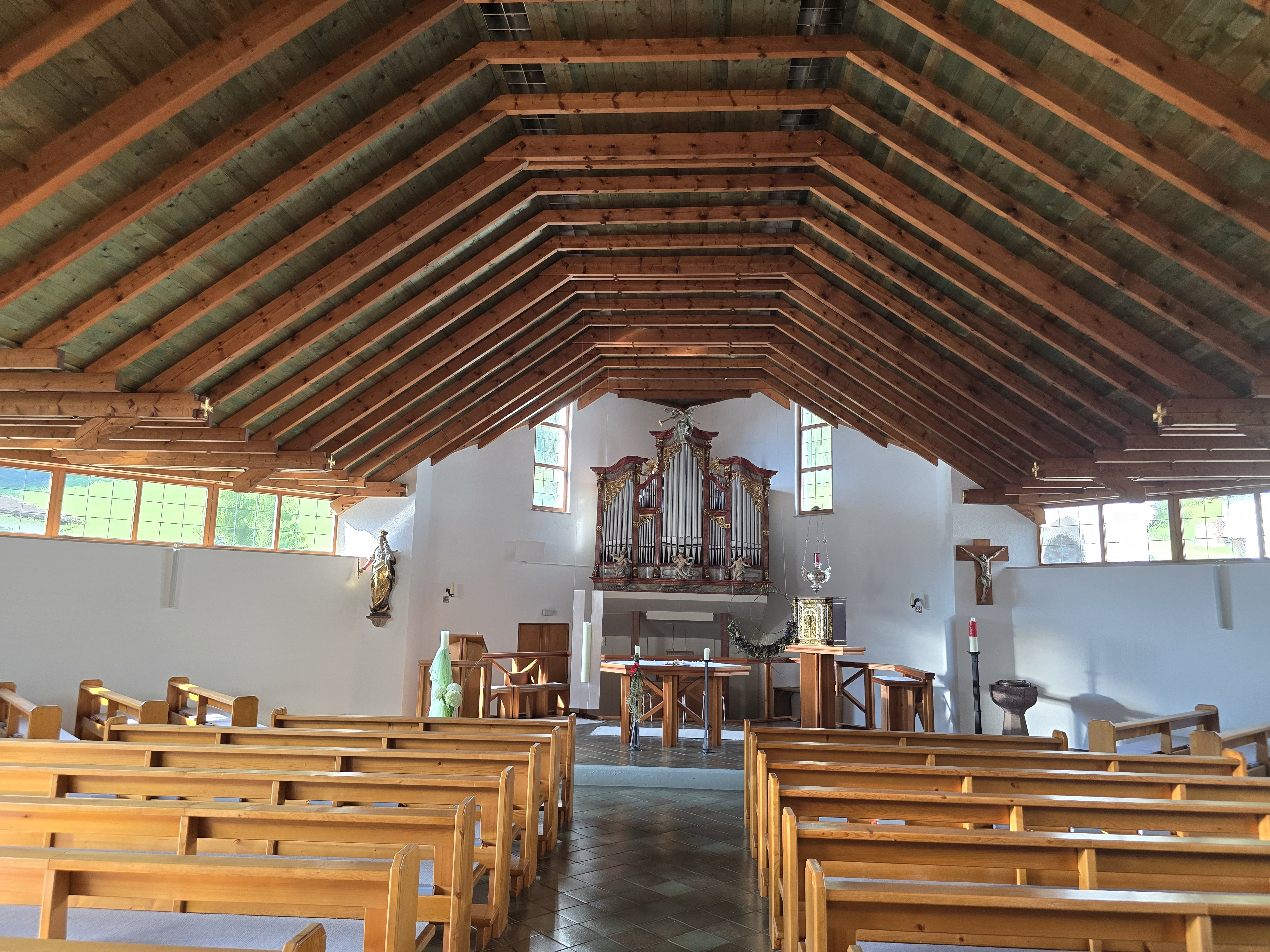
Pfarrkirche Klösterle - Innenansicht